# 明朝苗族叛乱
明朝苗民起义，是14世纪至15世纪中国南方苗族土司部落对明朝的一系列叛乱。明朝击败了叛军，后来，到清朝又爆发了一系列苗民起义。

## 过程
1370年代，在第一次苗族起义中，明太祖派出数千名来自吐鲁番的畏吾儿士兵在湖广常德桃园县击败苗族叛军。畏吾儿被加封，被允许居住在湖南常德。畏吾儿统帅的称号是“镇国定南大将军”。畏吾儿人的首领哈勒巴士将军，被明太祖赐姓翦。他们至今仍居住在湖南省桃园县。回族军队也被明朝用来击败该地区的苗族和其他土著叛乱分子，也定居在湖南常德，直至他们的后代。
明英宗正统年间，明朝三征麓川，不断从贵州征兵，百姓苦于战祸，又有饥荒频发，百姓不堪官府的苛刻剥削。贵州境内以苗族，布依族为主的各族百姓被迫揭竿而起。1449年（正统十四年）二月，明朝贵州一万余驻军调往麓川战场。1449年5月4日苗族起义波及湖广和贵州。，邛水十五洞司（今贵州省三穗县）苗民聚众起义，迅速攻占思州府城（今贵州省岑巩县）；五开（今贵州省黎平县）苗民进攻清浪（今贵州省岑巩县南）、镇远（今贵州省镇远县)。西自永宁（今贵州省晴隆县），东至沅州（今湖南省芷江县），北起播州（今贵州省遵义市），东南达武冈（今湖南省武冈县），各族百姓纷纷响应，参加起义的人数多达二十余万。朝廷命都督宫聚为征南总兵官率军镇压，同时命广西总兵官柳溥，贵州参将都指挥同知郭瑛、湖广参将都指挥佥事张善率军兵会剿。四月，命出征麓川的兵部尚书明朝派王骥增兵贵州。义军众官军寡，官军多次败绩，逃散者多达数千余人，朝廷于是不断向贵州调兵遣将。九月，义军围攻平越卫（今贵州省福泉县），在王骥的请求下，明朝集兵七八万人，东西夹攻。十一月，宫聚回京，王骥为平蛮将军，充总兵官。1450年（景泰元年）四月，义军进攻安南（今贵州省晴隆县），朝廷命云南总兵官沐斌派军五千人前往协助当地明军解围，起义军攻打一年有余，朝廷再派保定伯梁珤代王骥负责镇压。五月，征进贵州右副总兵都督佥事田礼率官军在新添（今贵州省贵定县）、平越击败义军，解除平越之围。总督军务兵部左侍郎侯琎领兵至都卢寨、水西等地，击败义军，打开了由水西至贵州（今贵阳市）的通道，明朝云南援军从此进入贵州。侯琎东向，在安南卫、紫塘、弥勒、南窝、阿蒙等寨以及七盘坡、羊肠河、杨老堡、清平（今贵州凯里西北)等地击败义军，打通了兴隆（今贵州省黄平县）至镇远的道路。总兵梁珤在湖广沅州大败义军。义军领袖韦同烈在兴隆拥兵数万，自称“苗王”，率军进攻平越、清平、新添等地。1451年（景泰二年）正月，梁珤在靖州（今湖南省靖县）等地大败义军，斩首三千余级，生擒六百余人。四月，官军兵分两路攻击韦同烈：梁珤从沅州率东路军来攻；都督方瑛率西路军会攻兴隆。韦同烈战败，在香炉山被明军包围。义军内部叛将，把韦同烈绑赴降明。七月，普定（今贵州普定县）、永宁（治今贵州晴隆县）、毕节（今贵州毕节市)，五开（今贵州黎平县）、清浪（今贵州岑巩南）等地苗民再次起义，湖广各地苗民也群起啊应，明廷命梁珤为总兵官，右都御史王来总督军务，率军镇压，并命湖广等地官军策应。1453年三月，镇守湖广右都督陈友领兵在古城击败义军。1455年十一月，被废广通王朱徽煠（明太祖之孙子，岷庄王朱楩第四子）党羽蒙能自称“蒙王”，聚集贵州苗民三万余人起义，进攻隆里等处。十二月，平越等地阿孥、王阿榜、苗金虎等自称“苗王”，率众起义。朝廷命南和伯方瑛为平蛮将军，充总兵官，署都督佥事白玉为副总兵，率军镇压。1457年（天顺元年）四月，方瑛击败蒙能等人，斩首千余级，重挫湖广义军。1458年四月，贵州东苗十三蕃首领干把猪率众攻打都匀等地，朝廷命方瑛调集西南各地官军、土兵镇压。1459年四月，方瑛及赞理湖广，贵州军务右副都御史白圭率军击败义军，斩首一万余级，生擒六千余人。干把猪被俘遇害。官军进攻其它各部，斩首2367级，生擒900余人。贵州的苗族被官军在1459年和1460年击败，官军将许多苗民充为奴隶。1460年，明军将苗族少年阉割1565人，其中死亡了329人。由于死亡了329名少年，需要阉割更多的少年。明英宗得知此事后，斥责了下令阉割苗族的贵州官员。
1460年八月，麻城（今湖北麻城）李添保自立王号，聚众万余人起义，西堡（今贵州六枝）等地苗民响应。朝廷命都督李震为湖广、贵州总兵官，以一部兵力进攻李添保和西堡义军。1461年正月前后，两部义军均被明军镇压。
1460年代再次爆发了多次苗族起义。1464年苗瑶起义，起义波及广西、湖南、贵州、江西、广东等地。1466年，湘黔边境再次发生起义，明军集结一千蒙古骑弓兵，总共兵力三万，击溃苗军。 明朝将领李震在15世纪与土著部落作战了数十年，在1467年和1475年苗族起义时，他率军诛杀了成千上万的苗族。
苗族的某些亚群被称为苗族蒙人。16世纪，明朝派汉族在西南苗族等土著部落地区定居。明朝派驻军二千人击败苗族之乱，诛杀了四万叛苗。苗族蒙人在湖南省周边地区开始起义，明朝建造了苗族蒙人族墙，设有军事哨所。贵州苗族蒙人使用水牛皮制成的盔甲、铜铁制成的锁甲，以及盾、矛、刀、弩、毒箭等武器。两名叛逃的明朝将领，给苗族蒙人火药武器。
关于四川苗族起源的记载，明朝广东人打败了苗族的祖先，强行将他们迁往四川。
汉族文献对南方土著部落的命名和分类之前含糊不清。通过明朝与苗族等民族的斗争，对土著的分类开始变得更加准确。